# Фёдоровка (Уношевское сельское поселение)
Не следует путать с другой одноимённой деревней в том же административном районе.
Фёдоровка — деревня в Гордеевском районе Брянской области, в составе Уношевского сельского поселения. Расположена в 3 км к северо-западу от села Уношево. Население — 32 человека (2010).

## История
Возникла во второй половине XIX века; до 1924 года входила в Уношевскую волость Суражского (с 1921 — Клинцовского) уезда. С 1924 в Гордеевской волости, с 1929 в Гордеевском районе, а при его временном расформировании — в Клинцовском (1963—1966), Красногорском (1967—1985) районе.
Для отличия от другой одноимённой деревни, расположенной несколько восточнее, в XX веке называлась «Фёдоровка 2-я».
С 1919 до 1930-х гг. — центр Фёдоровского (2-го) сельсовета; позднее (до 2005) в Уношевском сельсовете.